# Movimento Trabalhista Renovador
O Movimento Trabalhista Renovador (MTR) foi um partido político brasileiro, fundado por Fernando Ferrari e dissidentes do Partido Trabalhista Brasileiro (PTB) em 1959. Foi extinto pela Ditadura Militar, por intermédio do Ato Institucional Número Dois (AI-2), de 27 de outubro de 1965.
O MTR disputou as eleições de 1960, quando lançou sua estrela maior, o senador Fernando Ferrari a vice-presidência da República (o pleito era direto e votação separada), quando obteve cerca de 2 milhões de votos - cerca de 19% do total; como também disputou o pleito de 1962 (quando elegeu 3 deputados federais) a 1965, quando foi extinto por força do AI-2. Teve maior peso eleitoral no estado do Rio Grande do Sul e no Estado do Rio de Janeiro, presidido pelo então deputado federal Aarão Steinbruch, egresso do PTB, e que retornou a essa legenda em 1962, pleito em que foi eleito senador, mas o MTR logrou eleger 3 deputados estaduais na Assembleia Fluminense: José de Amorim Pereira, Nicanor de Abreu Campanário e Sebastião Bruno. 
O partido também obteve representação na Assembleia Legislativa da Guanabara, no mesmo pleito de 1962, com a eleição de João Machado (3.102 votos), posteriormente cassado, em 1965 lançou Geraldo Machado ao governo de Alagoas, que somente obteve 2% dos votos. Mas o melhor resultado do MTR foi em S. Paulo, logrando eleger 2 deputados federais e 5 estaduais.

## Cronologia
| \| Partido Trabalhista Brasileiro (1945) (PTB) 1945–1965 1981–presente \| Partido Trabalhista Brasileiro (1945) (PTB) 1945–1965 1981–presente \| Partido Trabalhista Brasileiro (1945) (PTB) 1945–1965 1981–presente \| Partido Trabalhista Brasileiro (1945) (PTB) 1945–1965 1981–presente \| Partido Trabalhista Brasileiro (1945) (PTB) 1945–1965 1981–presente \| Partido Trabalhista Brasileiro (1945) (PTB) 1945–1965 1981–presente \| \| \| Movimento Trabalhista Renovador (MTR) 1959–1965 \| Movimento Trabalhista Renovador (MTR) 1959–1965 \| Movimento Trabalhista Renovador (MTR) 1959–1965 \| Movimento Trabalhista Renovador (MTR) 1959–1965 \| Movimento Trabalhista Renovador (MTR) 1959–1965 \| Movimento Trabalhista Renovador (MTR) 1959–1965 \| \| \| \| \| Partido Trabalhista Renovador (PTR) 1985–1993 \| Partido Trabalhista Renovador (PTR) 1985–1993 \| Partido Trabalhista Renovador (PTR) 1985–1993 \| Partido Trabalhista Renovador (PTR) 1985–1993 \| Partido Trabalhista Renovador (PTR) 1985–1993 \| Partido Trabalhista Renovador (PTR) 1985–1993 \| \| \| Partido Trabalhista Renovador Brasileiro (PTRB) 1993–1994 \| Partido Trabalhista Renovador Brasileiro (PTRB) 1993–1994 \| Partido Trabalhista Renovador Brasileiro (PTRB) 1993–1994 \| Partido Trabalhista Renovador Brasileiro (PTRB) 1993–1994 \| Partido Trabalhista Renovador Brasileiro (PTRB) 1993–1994 \| Partido Trabalhista Renovador Brasileiro (PTRB) 1993–1994 \| \| \| Partido Renovador Trabalhista Brasileiro (PRTB) 1994–presente \| Partido Renovador Trabalhista Brasileiro (PRTB) 1994–presente \| Partido Renovador Trabalhista Brasileiro (PRTB) 1994–presente \| Partido Renovador Trabalhista Brasileiro (PRTB) 1994–presente \| Partido Renovador Trabalhista Brasileiro (PRTB) 1994–presente \| Partido Renovador Trabalhista Brasileiro (PRTB) 1994–presente \| \| Partido Trabalhista Brasileiro (1945) (PTB) 1945–1965 1981–presente \| Partido Trabalhista Brasileiro (1945) (PTB) 1945–1965 1981–presente \| Partido Trabalhista Brasileiro (1945) (PTB) 1945–1965 1981–presente \| Partido Trabalhista Brasileiro (1945) (PTB) 1945–1965 1981–presente \| Partido Trabalhista Brasileiro (1945) (PTB) 1945–1965 1981–presente \| Partido Trabalhista Brasileiro (1945) (PTB) 1945–1965 1981–presente \| \| \| Movimento Trabalhista Renovador (MTR) 1959–1965 \| Movimento Trabalhista Renovador (MTR) 1959–1965 \| Movimento Trabalhista Renovador (MTR) 1959–1965 \| Movimento Trabalhista Renovador (MTR) 1959–1965 \| Movimento Trabalhista Renovador (MTR) 1959–1965 \| Movimento Trabalhista Renovador (MTR) 1959–1965 \| \| \| \| \| Partido Trabalhista Renovador (PTR) 1985–1993 \| Partido Trabalhista Renovador (PTR) 1985–1993 \| Partido Trabalhista Renovador (PTR) 1985–1993 \| Partido Trabalhista Renovador (PTR) 1985–1993 \| Partido Trabalhista Renovador (PTR) 1985–1993 \| Partido Trabalhista Renovador (PTR) 1985–1993 \| \| \| Partido Trabalhista Renovador Brasileiro (PTRB) 1993–1994 \| Partido Trabalhista Renovador Brasileiro (PTRB) 1993–1994 \| Partido Trabalhista Renovador Brasileiro (PTRB) 1993–1994 \| Partido Trabalhista Renovador Brasileiro (PTRB) 1993–1994 \| Partido Trabalhista Renovador Brasileiro (PTRB) 1993–1994 \| Partido Trabalhista Renovador Brasileiro (PTRB) 1993–1994 \| \| \| Partido Renovador Trabalhista Brasileiro (PRTB) 1994–presente \| Partido Renovador Trabalhista Brasileiro (PRTB) 1994–presente \| Partido Renovador Trabalhista Brasileiro (PRTB) 1994–presente \| Partido Renovador Trabalhista Brasileiro (PRTB) 1994–presente \| Partido Renovador Trabalhista Brasileiro (PRTB) 1994–presente \| Partido Renovador Trabalhista Brasileiro (PRTB) 1994–presente \| \| \| \| \| \| \| \| \| \| \| \| \| \| \| \| \| \| \| \| \| \| \| \| \| \| \| \| \| \| \| \| \| \| \| \| \| \| \| \| \| \| |                                                                     |                                                                     |                                                                     |                                                                     |                                                                     |  |  |                                                 |                                                 |                                                 |                                                 |                                                 |                                                 |  |  |  |  |                                               |                                               |                                               |                                               |                                               |                                               |  |  |                                                           |                                                           |                                                           |                                                           |                                                           |                                                           |  |  |                                                               |                                                               |                                                               |                                                               |                                                               |                                                               |
| Fonte: TSE, CPDOC-FGV, PRTB, Revista Época e Faces de Clio |                                                                     |                                                                     |                                                                     |                                                                     |                                                                     |  |  |                                                 |                                                 |                                                 |                                                 |                                                 |                                                 |  |  |  |  |                                               |                                               |                                               |                                               |                                               |                                               |  |  |                                                           |                                                           |                                                           |                                                           |                                                           |                                                           |  |  |                                                               |                                                               |                                                               |                                                               |                                                               |                                                               |
| Partido Trabalhista Brasileiro (1945) (PTB) 1945–1965 1981–presente | Partido Trabalhista Brasileiro (1945) (PTB) 1945–1965 1981–presente | Partido Trabalhista Brasileiro (1945) (PTB) 1945–1965 1981–presente | Partido Trabalhista Brasileiro (1945) (PTB) 1945–1965 1981–presente | Partido Trabalhista Brasileiro (1945) (PTB) 1945–1965 1981–presente | Partido Trabalhista Brasileiro (1945) (PTB) 1945–1965 1981–presente |  |  | Movimento Trabalhista Renovador (MTR) 1959–1965 | Movimento Trabalhista Renovador (MTR) 1959–1965 | Movimento Trabalhista Renovador (MTR) 1959–1965 | Movimento Trabalhista Renovador (MTR) 1959–1965 | Movimento Trabalhista Renovador (MTR) 1959–1965 | Movimento Trabalhista Renovador (MTR) 1959–1965 |  |  |  |  | Partido Trabalhista Renovador (PTR) 1985–1993 | Partido Trabalhista Renovador (PTR) 1985–1993 | Partido Trabalhista Renovador (PTR) 1985–1993 | Partido Trabalhista Renovador (PTR) 1985–1993 | Partido Trabalhista Renovador (PTR) 1985–1993 | Partido Trabalhista Renovador (PTR) 1985–1993 |  |  | Partido Trabalhista Renovador Brasileiro (PTRB) 1993–1994 | Partido Trabalhista Renovador Brasileiro (PTRB) 1993–1994 | Partido Trabalhista Renovador Brasileiro (PTRB) 1993–1994 | Partido Trabalhista Renovador Brasileiro (PTRB) 1993–1994 | Partido Trabalhista Renovador Brasileiro (PTRB) 1993–1994 | Partido Trabalhista Renovador Brasileiro (PTRB) 1993–1994 |  |  | Partido Renovador Trabalhista Brasileiro (PRTB) 1994–presente | Partido Renovador Trabalhista Brasileiro (PRTB) 1994–presente | Partido Renovador Trabalhista Brasileiro (PRTB) 1994–presente | Partido Renovador Trabalhista Brasileiro (PRTB) 1994–presente | Partido Renovador Trabalhista Brasileiro (PRTB) 1994–presente | Partido Renovador Trabalhista Brasileiro (PRTB) 1994–presente |
| Partido Trabalhista Brasileiro (1945) (PTB) 1945–1965 1981–presente | Partido Trabalhista Brasileiro (1945) (PTB) 1945–1965 1981–presente | Partido Trabalhista Brasileiro (1945) (PTB) 1945–1965 1981–presente | Partido Trabalhista Brasileiro (1945) (PTB) 1945–1965 1981–presente | Partido Trabalhista Brasileiro (1945) (PTB) 1945–1965 1981–presente | Partido Trabalhista Brasileiro (1945) (PTB) 1945–1965 1981–presente |  |  | Movimento Trabalhista Renovador (MTR) 1959–1965 | Movimento Trabalhista Renovador (MTR) 1959–1965 | Movimento Trabalhista Renovador (MTR) 1959–1965 | Movimento Trabalhista Renovador (MTR) 1959–1965 | Movimento Trabalhista Renovador (MTR) 1959–1965 | Movimento Trabalhista Renovador (MTR) 1959–1965 |  |  |  |  | Partido Trabalhista Renovador (PTR) 1985–1993 | Partido Trabalhista Renovador (PTR) 1985–1993 | Partido Trabalhista Renovador (PTR) 1985–1993 | Partido Trabalhista Renovador (PTR) 1985–1993 | Partido Trabalhista Renovador (PTR) 1985–1993 | Partido Trabalhista Renovador (PTR) 1985–1993 |  |  | Partido Trabalhista Renovador Brasileiro (PTRB) 1993–1994 | Partido Trabalhista Renovador Brasileiro (PTRB) 1993–1994 | Partido Trabalhista Renovador Brasileiro (PTRB) 1993–1994 | Partido Trabalhista Renovador Brasileiro (PTRB) 1993–1994 | Partido Trabalhista Renovador Brasileiro (PTRB) 1993–1994 | Partido Trabalhista Renovador Brasileiro (PTRB) 1993–1994 |  |  | Partido Renovador Trabalhista Brasileiro (PRTB) 1994–presente | Partido Renovador Trabalhista Brasileiro (PRTB) 1994–presente | Partido Renovador Trabalhista Brasileiro (PRTB) 1994–presente | Partido Renovador Trabalhista Brasileiro (PRTB) 1994–presente | Partido Renovador Trabalhista Brasileiro (PRTB) 1994–presente | Partido Renovador Trabalhista Brasileiro (PRTB) 1994–presente |
| |                                                                     |                                                                     |                                                                     |                                                                     |                                                                     |  |  |                                                 |                                                 |                                                 |                                                 |                                                 |                                                 |  |  |  |  |                                               |                                               |                                               |                                               |                                               |                                               |  |  |                                                           |                                                           |                                                           |                                                           |                                                           |                                                           |  |  |                                                               |                                                               |                                                               |                                                               |                                                               |                                                               |